# FC 코칸트 1912
코칸트 1912(우즈베크어: Qoʻqon 1912 futbol klubi)는 코칸트를 연고로 하는 우즈베키스탄의 축구단이다. 현재 우즈베키스탄 슈퍼리그에 참가하고 있다.

## 우승
- 우즈베키스탄 프로리그: 1997, 2001, 2009